# Thymallus
Thymallus Linck, 1790 è un genere di pesci ossei d'acqua dolce appartenente alla famiglia Salmonidae, unico appartenente alla sottofamiglia Thymallinae.

## Specie
- Thymallus arcticus
- Thymallus aeliani
- Thymallus baicalensis
- Thymallus brevipinnis
- Thymallus brevirostris
- Thymallus burejensis
- Thymallus flavomaculatus
- Thymallus grubii
- Thymallus mertensii
- Thymallus nigrescens
- Thymallus pallasii
- Thymallus svetovidovi
- Thymallus thymallus
- Thymallus tugarinae
- Thymallus yaluensis